# Dickon Mitchell
Dickon Amiss Thomas Mitchell (Parroquia de Saint David, 8 de octubre de 1978) es un político y abogado granadino, actual Primer ministro de Granada desde 2022. También es líder del partido Congreso Nacional Democrático desde 2021. Mitchell condujo a su partido a la victoria en las elecciones generales de 2022.

## Biografía
Mitchell nació el 8 de octubre de 1978 en la parroquia de Saint David. Recibió una licenciatura en derecho de la Universidad de las Indias Occidentales en Cave Hill, y completó su Certificado de Educación Jurídica en la Facultad de Derecho Hugh Wooding en 2002.
Después de graduarse, comenzó como abogado asociado en la firma Grant, Joseph & Co. Fundó su propia firma Mitchell & Co. en 2017.
Mitchell fue elegido líder del Congreso Nacional Democrático el 31 de octubre de 2021.